# Moustache (Half a Scissor)
Moustache (Half a Scissor) is het tweede album van Mr. Oizo.
Het album is uitgebracht in 2005.
De enige single van het album is het nummer "Stunt".

## Tracklist
1. Nazis (4:21)
2. The End (1:57)
3. Latex (3:05)
4. Vagiclean 2 (1:09)
5. Straw Anxious (1:53)
6. (e) (1:06)
7. Nurse Bob (2:31)
8. Berleef (2:45)
9. Scum Hotel (1:42)
10. Drop Urge Need Elle (3:15)
11. (Ee) (0:59)
12. Stunt (3:18)
13. Moustache (0:15)
14. Half a Scissor (3:03)
15. 1$44 (2:11)
16. Square Surf (2:50)
17. Vagiclean (5:27)